# Issam Asinga
Issamade „Issam“ Asinga (* 29. Dezember 2004 in Atlanta, Vereinigte Staaten) ist ein surinamischer Leichtathlet, der sich auf den Sprint spezialisiert hat. 2023 wurde er Südamerikameister im 100- und 200-Meter-Lauf und ist in beiden Disziplinen Inhaber des Landesrekordes sowie über 100 Meter des U20-Weltrekordes.

## Sportliche Laufbahn
Issam Asinga ist der Sohn der ehemaligen sambischen Sprinterin Ngozi Mwanamwambwa und des surinamesischen Olympiateilnehmers Tommy Asinga und wuchs in Sambia auf. Seit 2023 trainiert er in den Vereinigten Staaten und startete im selben Jahr bei den Südamerikameisterschaften in São Paulo. Dort siegte er über 100 Meter mit neuem Meisterschafts- und Südamerikarekord von 9,89 s im 100-Meter-Lauf und stellte mit dieser Zeit auch einen neuen U20-Weltrekord auf, womit er den Botswaner Letsile Tebogo als Rekordhalter ablöste. Auch über 200 Meter siegte er mit neuem Meisterschafts- und Landesrekord von 20,19 s. Im August wurde er kurz vor Beginn der Weltmeisterschaften in Budapest von der Athletics Integrity Unit (AIU) wegen eines positiven Tests auf die verbotene Substanz GW1516 suspendiert und 2024 für vier Jahre gesperrt. Alle Zeiten und Ergebnisse seit dem 18. Juli 2023 wurden annulliert.

## Persönliche Bestzeiten
- 100 Meter: 9,89 s (+0,8 m/s), 28. Juli 2023 in São Paulo[3]
  - 60 Meter (Halle): 6,57 s, 11. März 2023 in Boston (surinamesischer Rekord)
- 200 Meter: 19,97 s (+1,3 m/s), 29. April 2023 in Lubbock (surinamesischer Rekord)
  - 200 Meter (Halle): 20,48 s, 12. März 2023 in Boston